# Bruno Grassi
Bruno Medeiros Grassi (Tubarão, 5 marzo 1987) è un calciatore brasiliano, portiere del Radwa Club.

## Statistiche

### Presenze e reti nei club
Statistiche aggiornate al 14 dicembre 2017.
| Stagione           | Squadra            | Campionato         | Campionato | Campionato | Coppe nazionali | Coppe nazionali | Coppe nazionali | Coppe continentali | Coppe continentali | Coppe continentali | Altre coppe | Altre coppe | Altre coppe | Totale | Totale | Totale |
| Stagione           | Squadra            | Comp               | Pres       | Reti       | Comp            | Pres            | Reti            | Comp               | Pres               | Reti               | Comp        | Pres        | Reti        | Pres   | Reti   |        |
| ------------------ | ------------------ | ------------------ | ---------- | ---------- | --------------- | --------------- | --------------- | ------------------ | ------------------ | ------------------ | ----------- | ----------- | ----------- | ------ | ------ | ------ |
| 2008-2009          | Marítimo           | PL                 | 1          | -6         | TP+TL           | 0               | 0               |                    | -                  | -                  |             | -           | -           | 1      | -6     |        |
| 2009-2010          | Tourizense         | SD                 | 13         | -13        | TP+TL           | 0               | 0               |                    | -                  | -                  |             | -           | -           | 13     | -13    |        |
| 2010               | Concórdia          | CAT                | 15         | -?         | CB              | 0               | 0               |                    | -                  | -                  |             | -           | -           | 15     | -?     |        |
| 2011               | Ypiranga-RS        | GAU                | 12         | -25        | CB              | 1               | -1              |                    | -                  | -                  |             | -           | -           | 13     | -26    |        |
| 2011               | San Paolo-RS       | GAU                | 0          | 0          | CB              | 0               | 0               |                    | -                  | -                  |             | -           | -           | 0      | 0      |        |
| 2012               | Araripina          | PER                | 8          | -14        | CB              | 0               | 0               |                    | -                  | -                  |             | -           | -           | 8      | -14    |        |
| 2012               | Mogi Mirim         | D+PAU              | 0          | 0          | CB              | 0               | 0               |                    | -                  | -                  |             | -           | -           | 0      | 0      |        |
| 2013               | Passo Fundo        | GAU                | 16         | -14        | CB              | 0               | 0               |                    | -                  | -                  |             | -           | -           | 16     | -14    |        |
| 2014               | Passo Fundo        | GAU                | 15         | -23        | CB              | 0               | 0               |                    | -                  | -                  |             | -           | -           | 15     | -23    |        |
| Totale Passo Fundo | Totale Passo Fundo | Totale Passo Fundo | 31         | -37        |                 | 0               | 0               |                    | -                  | -                  |             | -           | -           | 31     | -37    |        |
| 2014               | Águia de Marabá    | C+PAE              | 14+0       | -17        | CB              | 0               | 0               |                    | -                  | -                  |             | -           | -           | 14     | -17    |        |
| 2015               | Cruzeiro-RS        | GAU                | 16         | -15        | CB              | 0               | 0               |                    | -                  | -                  |             | -           | -           | 16     | -15    |        |
| 2015               | Grêmio             | A+GAU              | 5+0        | -6         | CB              | 0               | 0               |                    | -                  | -                  |             | -           | -           | 5      | -6     |        |
| 2016               | Grêmio             | A+GAU              | 8+4        | -9;-3      | CB              | 1               | -1              | CL                 | 0                  | 0                  | PL          | 0           | 0           | 13     | -13    |        |
| 2017               | Grêmio             | A+GAU              | 1+1        | -4;-1      | CB              | 0               | 0               | CL                 | 0                  | 0                  | PL          | 3           | -3          | 5      | -8     |        |
| Totale carriera    | Totale carriera    | Totale carriera    | 129        | -150+      |                 | 2               | -2              |                    | 0                  | 0                  |             | 3           | -3          | 134    | -155   |        |

## Palmarès

### Club

#### Competizioni nazionali
- Coppa del Brasile: 1

Grêmio: 2016

#### Competizioni internazionali
- Coppa Libertadores: 1

Grêmio: 2017